# Hendrik van der Noot
Hendrik Karel Nicolaas van der Noot, född 7 januari 1731 i Bryssel, död 12 januari 1827 i Strombeek, var en belgisk revolutionsman.
Noot var sakförare i Bryssel och uppträdde 1788 skarpt mot Josef II:s villkorliga reformer. Han tvingades därför fly till utlandet och försökte där att framkalla främmande makters inblandning, samt gav stöd till upproret 1789. Han återvände då hem och vann stort inflytande, men kom i strid med de andra ledarna, därför att han helt ville upprätthålla de gamla rättsförhållandena, medan de andra önskade demokratiska framsteg; han tvingades därför åter fly 1790. Senare gjorde han motstånd mot de franska makthavarna och hölls 1796–97 i fängelse.